# Rắn mũi lá Madagascar
Rắn mũi lá Madagascar (tên khoa học Langaha madagascariensis) là một loài rắn sống trên cây, là loài đặc hữu của Madagascar và được tìm thấy ở rừng rụng lá khô và rừng mưa. Vết cắn loài rắn này gây đau nặng ở người nhưng không gây chết người.

## Hình ảnh

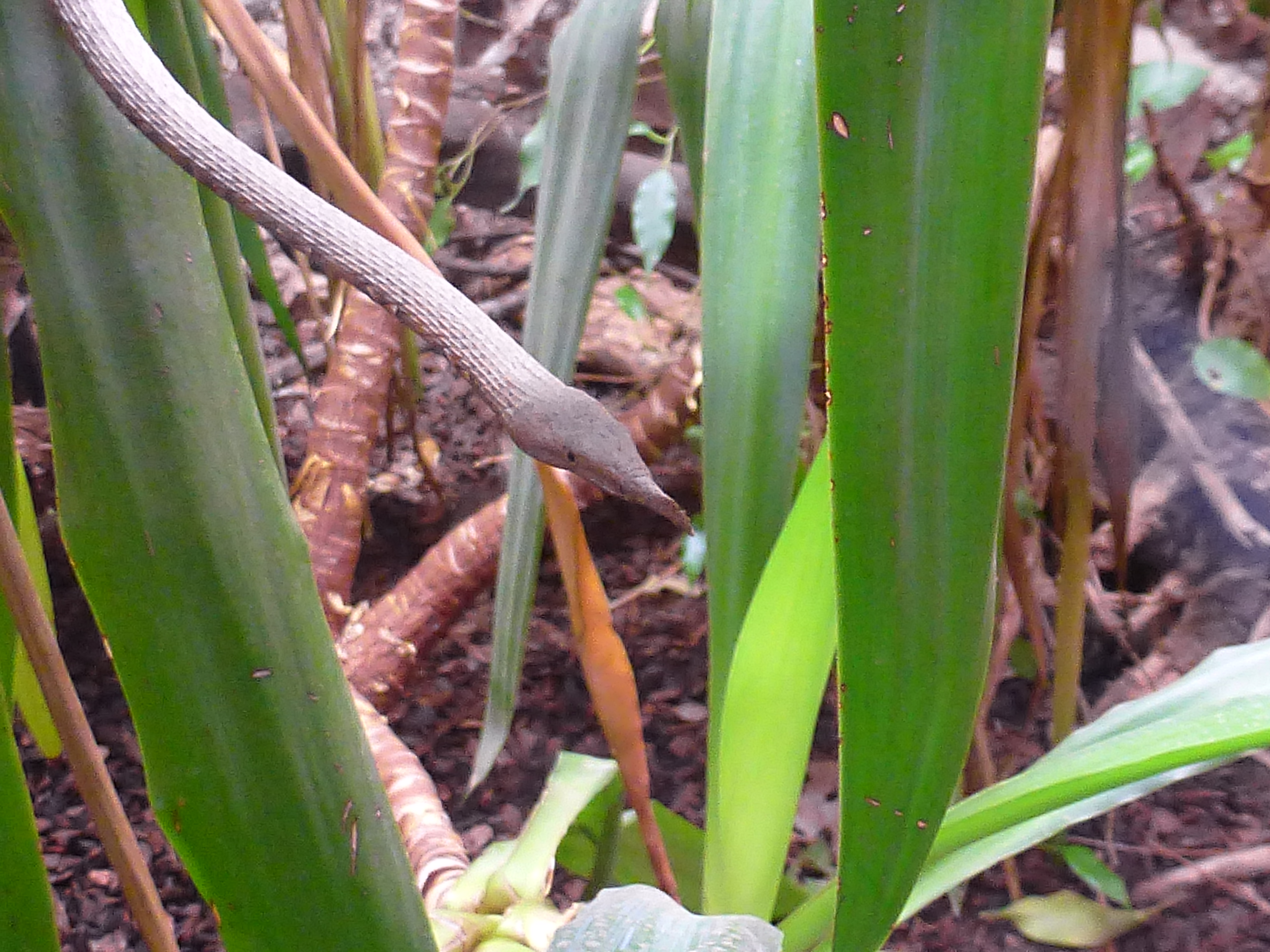